# Confit

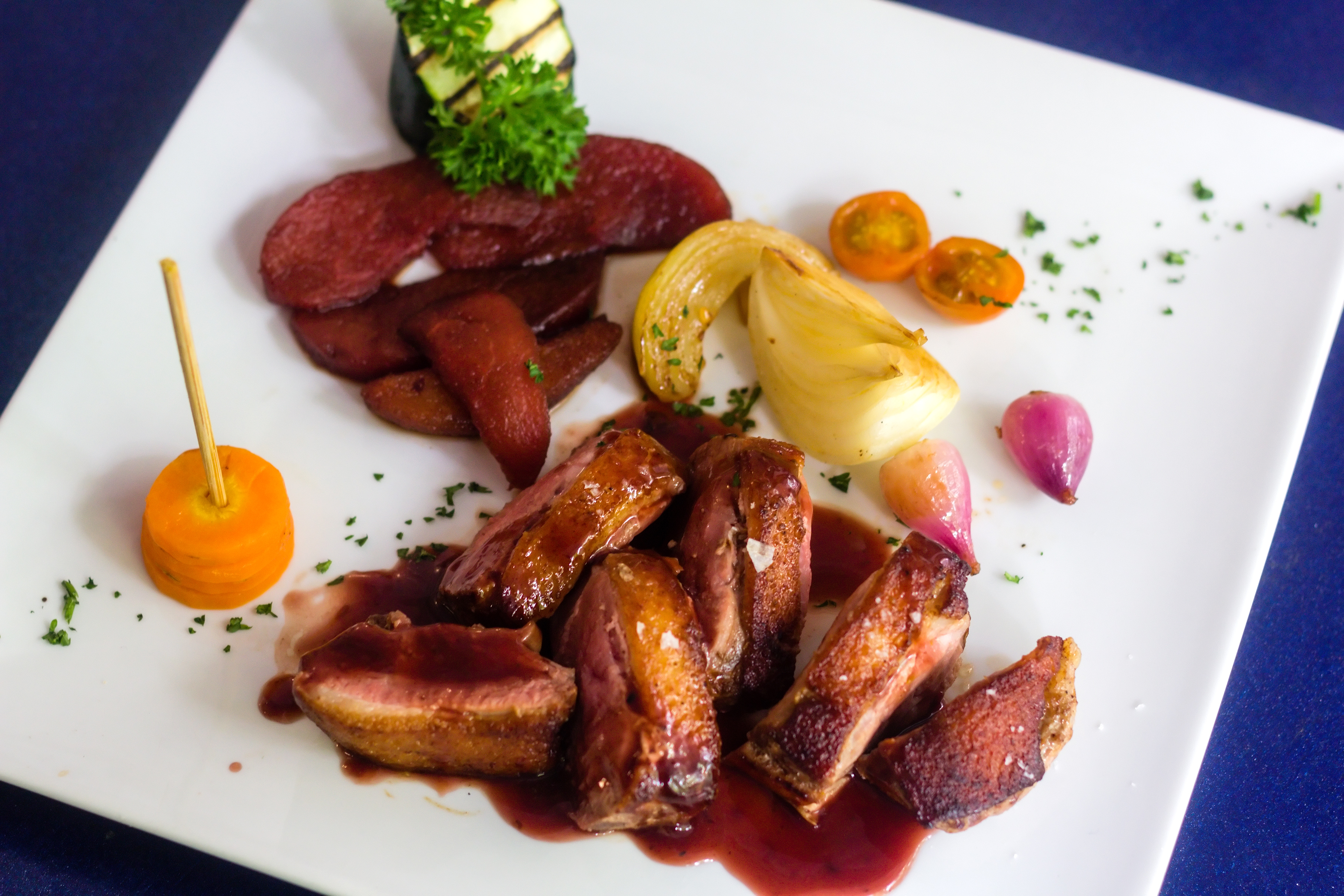
Un confit de canard

Il confit è un metodo di cottura inventato nella Francia sud-occidentale. Esso consiste nel cuocere a bassa temperatura (circa 90 gradi centigradi) carne, pesce, frutta o verdura nel grasso, olio o acqua zuccherata.
Il termine deriva dalla parola francese confire ("preservare") che a sua volta deriva dalla parola latina conficere, che significa "fare, produrre, preparare" (dalla quale provengono pure i termini confezione, confetto, confettura). Il verbo francese confire venne applicato per la prima volta in epoca medievale ai frutti cotti e conservati nello zucchero.

## Confitdi carne
Dopo essere stata salata e fatta riposare per un giorno, la carne viene condita con erbe aromatiche e immersa nel proprio grasso dove viene cotta e lasciata raffreddare. I confit d'oca (confit d'oie) e anatra (confit de canard) vengono solitamente preparati usando le zampe dei volatili e vengono usati per realizzare il cassoulet e le rillettes. Oltre alle zampe d'oca e anatra, il confit può essere preparato con la carne di maiale. In molte aree dell'Occitania il confit di carne viene cotto nel grasso d'oca, mentre in Provenza si preferisce usare l'olio d'oliva.
In Francia si è soliti considerare veri e propri confit solo quelli con l'oca e l'anatra mentre ogni alimento cucinato secondo gli stessi metodi viene considerato un preparato en confit.